# 中東滙豐銀行
中東滙豐銀行有限公司（HSBC Bank Middle East Limited）為中東地區最大的國際銀行，前稱中東英格蘭銀行，1940年代開始在中東地區開設分行，1959年加入滙豐集團，現時總部位於英國澤西島。截至2023年12月31日，其總資產506.12億美元，客戶貸款（淨額）200.72億美元，客戶存款達313.41億美元，收入23.35億美元，除稅前淨利潤12.39億美元

## 簡歷
中東英格蘭銀行源自於1889年在倫敦創立的波斯帝國銀行，1935年再易名為伊朗帝國銀行，1940年代－1950年代，該行率先在中東國家開辦銀行業務。1949年，伊朗帝國銀行分拆為伊朗及中東英格蘭銀行。
香港上海滙豐銀行於1959年收購中東英格蘭銀行；1994年，中東英格蘭銀行總部遷往澤西島；1999年，在滙豐集團統一品牌之下，中東英格蘭銀行易名為中東滙豐銀行。

## 分行
現時，中東滙豐銀行在中東7個地區設有分行，包括巴林、黎巴嫩、約旦、阿曼、科威特、卡塔爾以及阿拉伯聯合大公國。

### 巴林
目前滙豐巴林設有4間分行，分別位於Seef、麥納瑪、Adliya及Muharraq。另外設有17部銀行櫃員機。
滙豐於巴林主要著重於個人及企業理財。

### 黎巴嫩
目前滙豐巴林總部設於St. Georges，設有5間分行，分別位於St. Georges 、Dora、Ras-Beirut、Zouk及Verdun。另外設有12部銀行櫃員機。

### 阿曼
2012年4月18日，旗下中東滙豐同意將旗下阿曼滙豐與阿曼第五大銀行阿曼國際銀行（OIB）合併，料於本季完成。中東滙豐將利用內部資源，額外注入9740萬美元到阿曼滙豐，然後才與OIB合併。合併後的銀行將被命名為滙豐阿曼銀行，中東滙豐將持有合營銀行51%股權。

## 外部連結
- 中東滙豐銀行